# جولیانو گرازیولی
جولیانو گرازیولی (انگلیسی: Giuliano Grazioli؛ زادهٔ ۲۳ مارس ۱۹۷۵) بازیکن فوتبال اهل بریتانیا است.
از باشگاه‌هایی که در آن بازی کرده‌است می‌توان به باشگاه فوتبال پیتربورو یونایتد، باشگاه فوتبال سوئیندون تاون، باشگاه فوتبال یئوویل تاون، باشگاه فوتبال ووکینگ، باشگاه فوتبال ای‌اف‌سی ویمبلدون، باشگاه فوتبال ومبلی، باشگاه فوتبال بریستول راورز، باشگاه فوتبال براینتری تاون، باشگاه فوتبال استیونج، باشگاه فوتبال بارنت، و باشگاه فوتبال دوور اتلتیک اشاره کرد.